# دودینتس
دودینتس (به مجاری: Gyűgy) یک سکونتگاه مسکونی با جمعیت ۱٬۵۰۳ نفر که در Krupina District، اسلواکی واقع شده‌است.